# 曾毅 (1965年)
曾毅（1965年5月—），四川省泸州市古蔺县人，中华人民共和国央企高管、高级工程师。

## 生平
1965年5月，曾毅出生在四川省泸州市古蔺县。1982年，曾毅考入北京工业学院自动控制系流体传动与控制专业，在校期间的1984年12月加入中国共产党，1986年毕业。1993年至1996年读完南京理工大学兵器系统工程专业在职硕士研究生，2011年读完北京大学光华管理学院高级管理人员工商管理专业在职研究生。
1986年7月大学毕业后分配至中国兵器工业第201研究所二室出任一名干部，次年10月成为中国兵器科学研究院办公室一名干部，1995年2月升任副主任，1996年2月转任综合研究室处长，1997年3月转任规划计划处处长。1999年6月出任中国兵器工业集团公司科技部副主任，同年8月兼任中国兵器科学研究院副院长。2001年10月出任中国兵器科学研究院党委书记、副院长，中国兵器工业集团公司科技部副主任。2006年12月出任中国兵器工业集团公司科技部主任、中国兵器科学研究院常务副院长、中国兵器工业系统总体部主任、中国兵器工业昆明北方红外科技技术股份有限公司董事长。2009年10月出任中国兵器科学研究院院长、党委副书记，次年9月兼任中国兵器工业集团公司总经理助理。2011年3月出任中国兵器工业集团有限公司副总经理。
2021年10月出任中国电子信息产业集团有限公司董事、总经理、党组副书记，2022年9月29日升任中国电子信息产业集团有限公司董事长、党组书记。